# Herrenhaus Berne

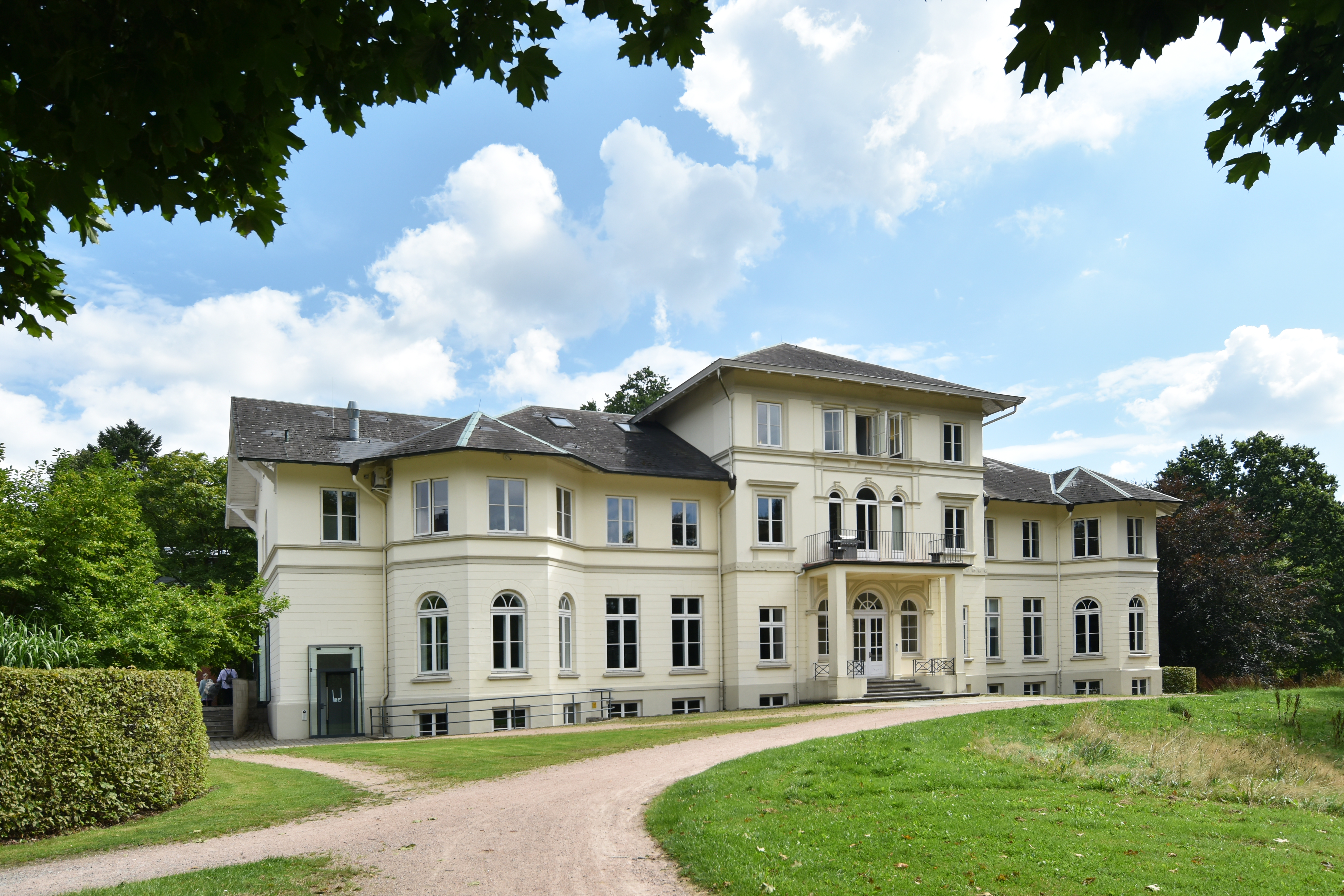
Herrenhaus Berne (Westseite), 2024.

Das Herrenhaus Berne, auch Berner Schloss, ist das Herrenhaus des ehemaligen Gutshofes Berne.

## Geschichte

Aquarell des Herrenhauses vor dem Umbau 1890

Berne wurde in einer Urkunde vom 10. Oktober 1296 erstmals erwähnt, als die Einkünfte aus Groß- und Kleinzehnt des Dorfes Baren (Berne), zusammen mit insgesamt 13 weiteren Dörfern an das Kloster Harvestehude übertragen wurden.
Im Januar 1375 kam der Hof in den Besitz des Hospitals St. Georg. Berne wurde vom Hospital verpachtet. Es gehörte, wie die Landherrenschaft, zu dem Gebiet, das (mittelbar über das Hospiz) mit Hamburg verbunden war. 1830 wurden die geistlichen Gebiete aufgehoben und die Landherrenschaft der Geestlande gebildet.
Laut einem Grenzprotokoll vom 11. September 1749 traf man sich „… in dem neuen Haus zu Bärne“. 38 Jahre später wurde das Haus dann als „Herrenhaus“ bezeichnet: „…Besichtigung mit dem Pächter der Bärne, Herrn Lütkens, in dem dortigen Herrenhause…“

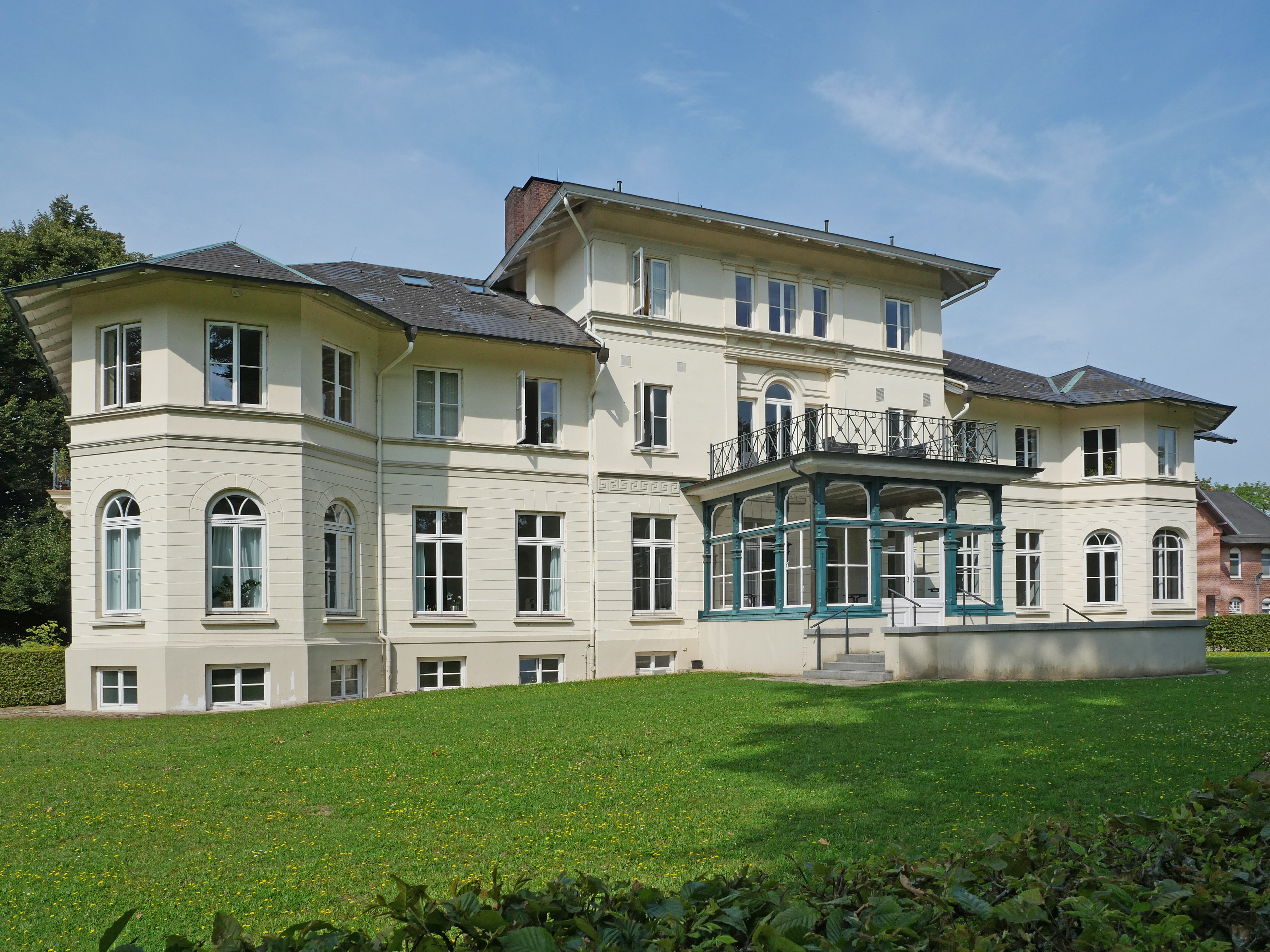
Herrenhaus Berne von Osten, 2024.

1806 kaufte der Hamburger Bürger Peter F. Hertel den Hof. Weitere Besitzerwechsel folgten. 1844 kaufte die Familie von Johann Heinrich Schröder den Berner Gutshof. Das Gut hatte damals 168 ha Land, wovon 61 ha landwirtschaftlich genutzt wurden. 1883 erbte Carl Heinrich („Charles“) von Schröder (sein Vater war 1868 geadelt worden) das Gut und ließ das seither auch als „Berner Schloss“ bezeichnete Herrenhaus von 1890 und 1893 im klassizistischen Stil repräsentativ ausbauen und den Park anlegen.
Berne wurde unter ihm zum Mustergut mit großem Viehbestand ausgebaut. Stallungen, Scheunen, ein kleines Elektrizitätswerk und ein Gästehaus (Kavaliershaus), wurden errichtet.
Ab 1907 wechselt das Gut mehrfach den Besitzer und ging 1918 in den Besitz des Maklerkonsortiums Burchard & Möller.
Das Gebiet nördlich des Herrenhauses mit über 108 ha Land wurde am 25. September 1919 von der Genossenschaft „Gartenstadt Hamburg“ zum Siedlungsbau erworben.
Das Herrenhaus und das Gebiet südlich der Berner Allee mit insgesamt 33,6 ha Gesamtfläche kaufte am 30. September 1919 Cornelius De Boer.
De Boer arbeitete als Geschäftsmann in Hamburg und verpachtete den landwirtschaftlichen Betrieb an den Bauer Peter Münster. Das Herrenhaus wurde im Inneren umgebaut und auf dem Dach in einem Türmchen eine Sternwarte eingerichtet. 1923 kam es zu einem tragischen Unglück, als durch eine Pilzvergiftung alle drei Söhne De Boers, zwei Kinder aus dem Ruhrgebiet starben, ebenfalls starb die  Gouvernante der Kinder. 1926 musste De Boer für seine Firma Insolvenz anmelden und nach 1930 war die Hamburger Sparkasse Eigentümerin des Gutes und verkaufte es wenig später an die Stadt Hamburg. Genutzt wurde das Herrenhaus von 1934 bis 1945 durch die SS-Motorradschule. Die Sternwarte auf dem Dach wurde für die Errichtung einer FlaK mit Beton ausgegossen und musste aus statischen Gründen nach dem Krieg entfernt werden.
Nach dem Krieg wurde das Herrenhaus zunächst als Lazarett und Erholungsheim für Tuberkulosekranke genutzt, von 1948 bis 1951 dann als Jugendwohnheim und bis 1967 als Wohnheim für ledige junge Männer.
1968 war es ein Kindertagesheim, die Nutzer zogen 1999 aber in ein neues Gebäude am Berner Heerweg.
Das Haus wurde im Anschluss von der Stadt Hamburg zum Verkauf ausgeschrieben. Die Bausubstanz war zu diesem Zeitpunkt nicht mehr gut, da die Instandsetzung während der Nutzung als Kindertagesheim vernachlässigt worden waren. Der folgende Leerstand wirkte sich zusätzlich negativ aus.
Bereits 1990 wurde der Bürgerinitiative „Rettet das Berner Schloss für die Kinder“ gegründet. Nach dem Auszug des Kindertagesheims wurde daraus der Verein „Rettet das Berner Schloss für die Bevölkerung“, der im Jahr 2000 das Bürgerbegehren „Rettet das Berner Schloss für die Bevölkerung“ initiierte und mehr 10.000 Unterschriften (bei erforderlichen 6.500 Unterschriften) einreichte. In der Folge wurde der Wohnungsgenossenschaft „Gartenstadt Hamburg e.G“ der Kaufzuschlag erteilt. Aus dem Verein „Rettet das Berner Schloss“ wurde der „Kulturkreis Berner Schloss“, welcher mehrmals jährlich Räumlichkeiten im Herrenhaus für kulturelle Veranstaltungen nutzt.

## Zum Gutshof gehörende erhaltene Bauten

### Kavaliershaus
Das Kavaliershaus wurde in der Bauphase unter Charles von Schröder errichtet. Es wurde als Gästehaus genutzt.

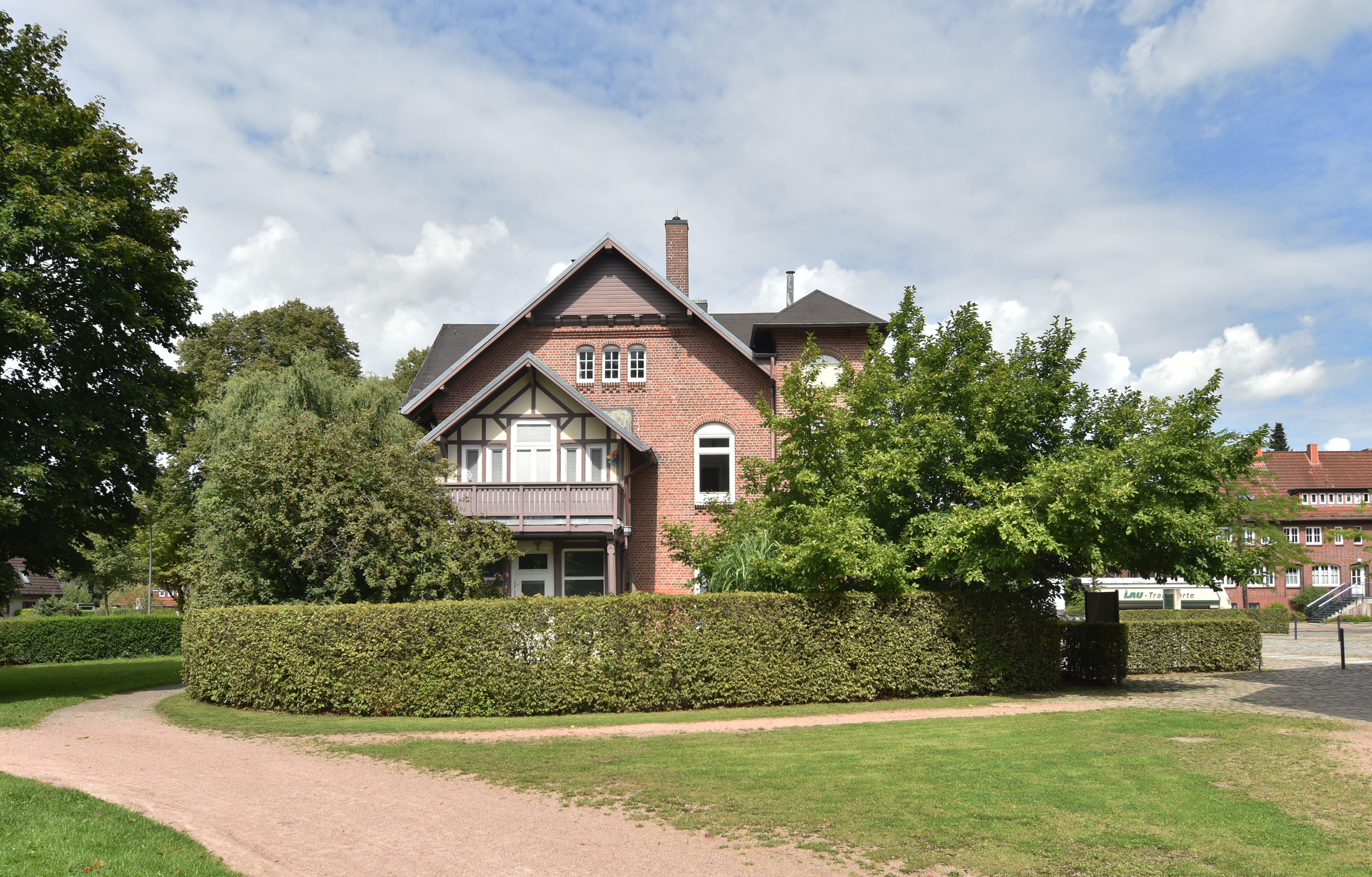
Kavaliershaus von Süden
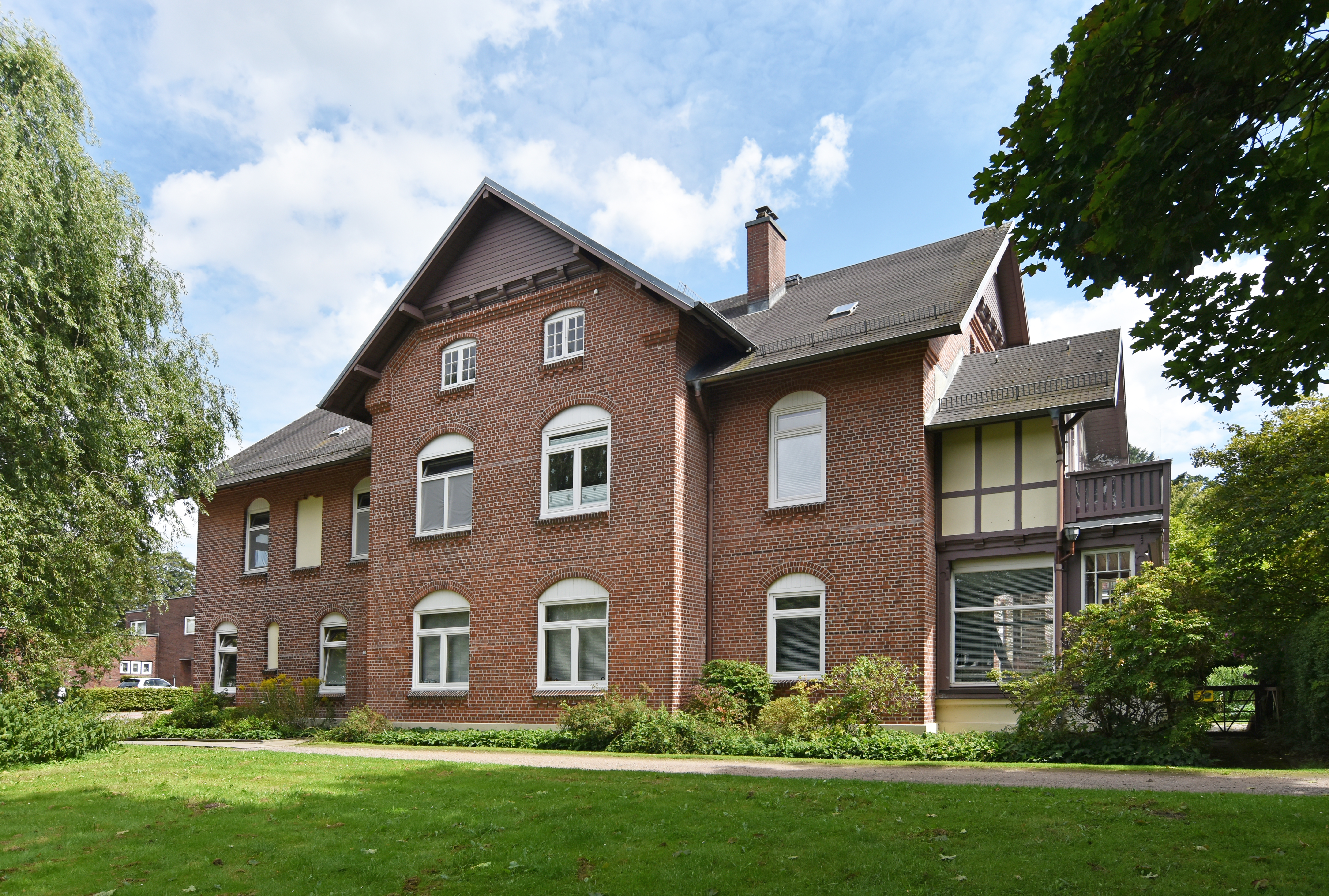
Kavaliershaus von Westen

### Pförtnerhaus oder Portalhaus
Das Pförtnerhaus an der Einfahrt vom Berner Heerweg zum Berner Gutsweg wurde vermutlich in der zweiten Hälfte des 19. Jahrhunderts gebaut und 1924 erweitert.
Im Sommer 2020 wurde das 175 m² große Gebäude mit Hinweisen auf eine notwendige Sanierung mit einem Mindestpreis von 350.000 Euro versteigert.
2022 und 2023 beschäftigte sich der Regionalausschuss der Bezirksversammlung Wandsbek nach einem CDU-Antrag mit dem zunehmend schlechten Zustand des Gebäudes.

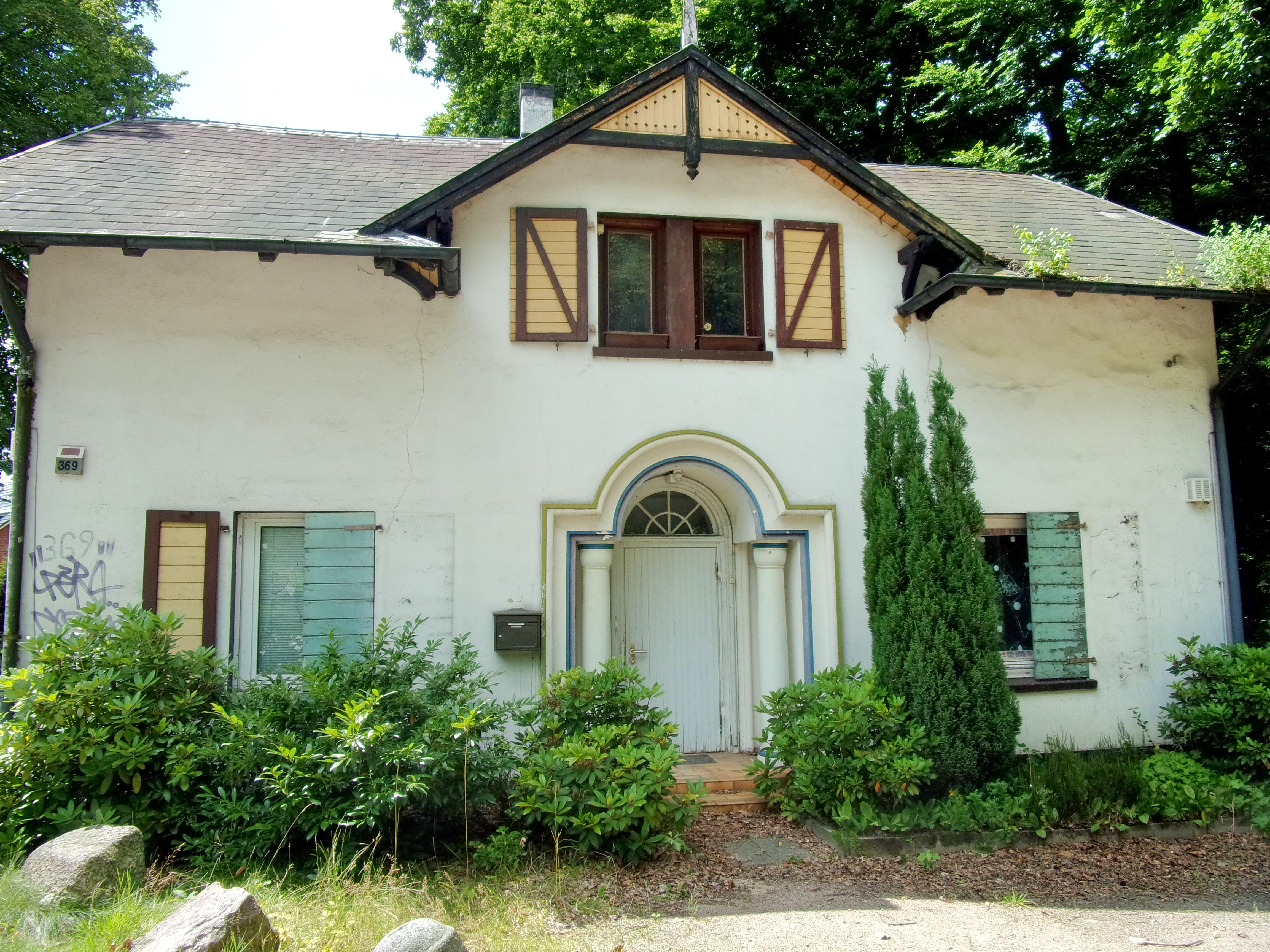
Pförtnerhaus 2017
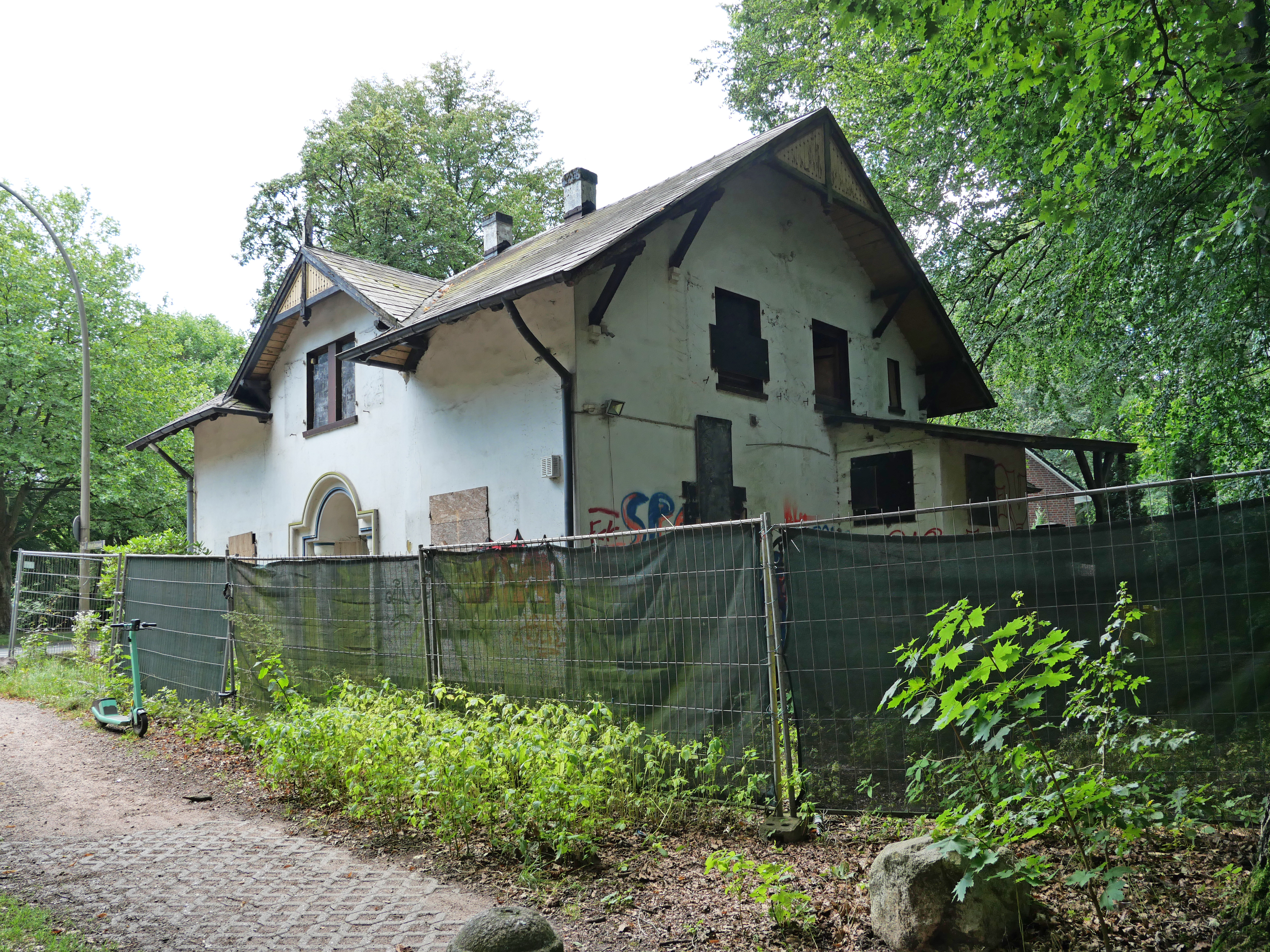
Zustand 2024

### Berner Gutsweg
Der Berner Gutsweg beginnt an der Berner Allee, am östlichen Rand des Gutsparks. Der nördliche Teil ist eine gepflasterte Straße. Diese verläuft nach Süden, bis sie nach etwa 220 Metern auf dem westlich gelegenen Fußweg „Falkenhorst“ stößt. Die weiteren 150 Meter sind ein Parkweg, der den Deepenhorngraben überquert und im Süden beim ehemaligen Pförtnerhaus am Berner Heerweg endet.
Der Weg wurde von Prellsteinen begrenzt, die ursprünglich am Hamburger Jungfernstieg aufgestellt waren. Als dieser Ende des 19. Jahrhunderts erweitert wurde, gab es dort keine weitere Verwendung für sie und Baron von Schröder ließ sie nach Berne bringen und samt der von Stein zu Stein hängenden Ketten an der Allee aufstellen. Eine Zeit lang war das dort vorhandene Kopfsteinpflaster mit einer Asphaltschicht überzogen worden und über die Jahre verschwanden Prellsteine oder standen nur noch als schiefe Reste. Im Rahmen einer größeren Straßenbaumaßnahme wurde das Kopfsteinpflaster aber später wieder freigelegt und die verbliebenen Prellsteine am südlichen Ende des Gutsweges aufgestellt.

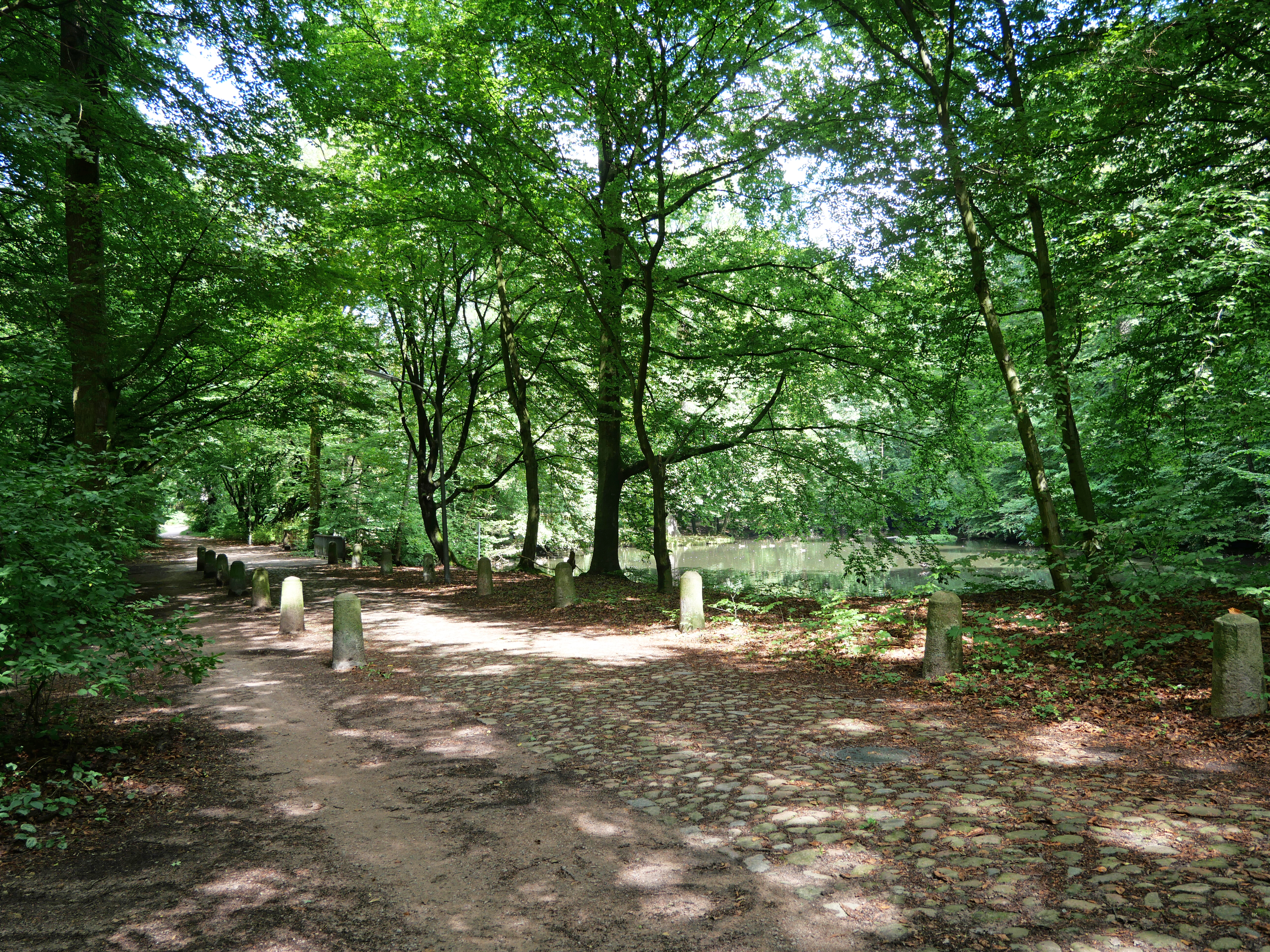
Berner Gutsweg mit Prellsteinen 2024
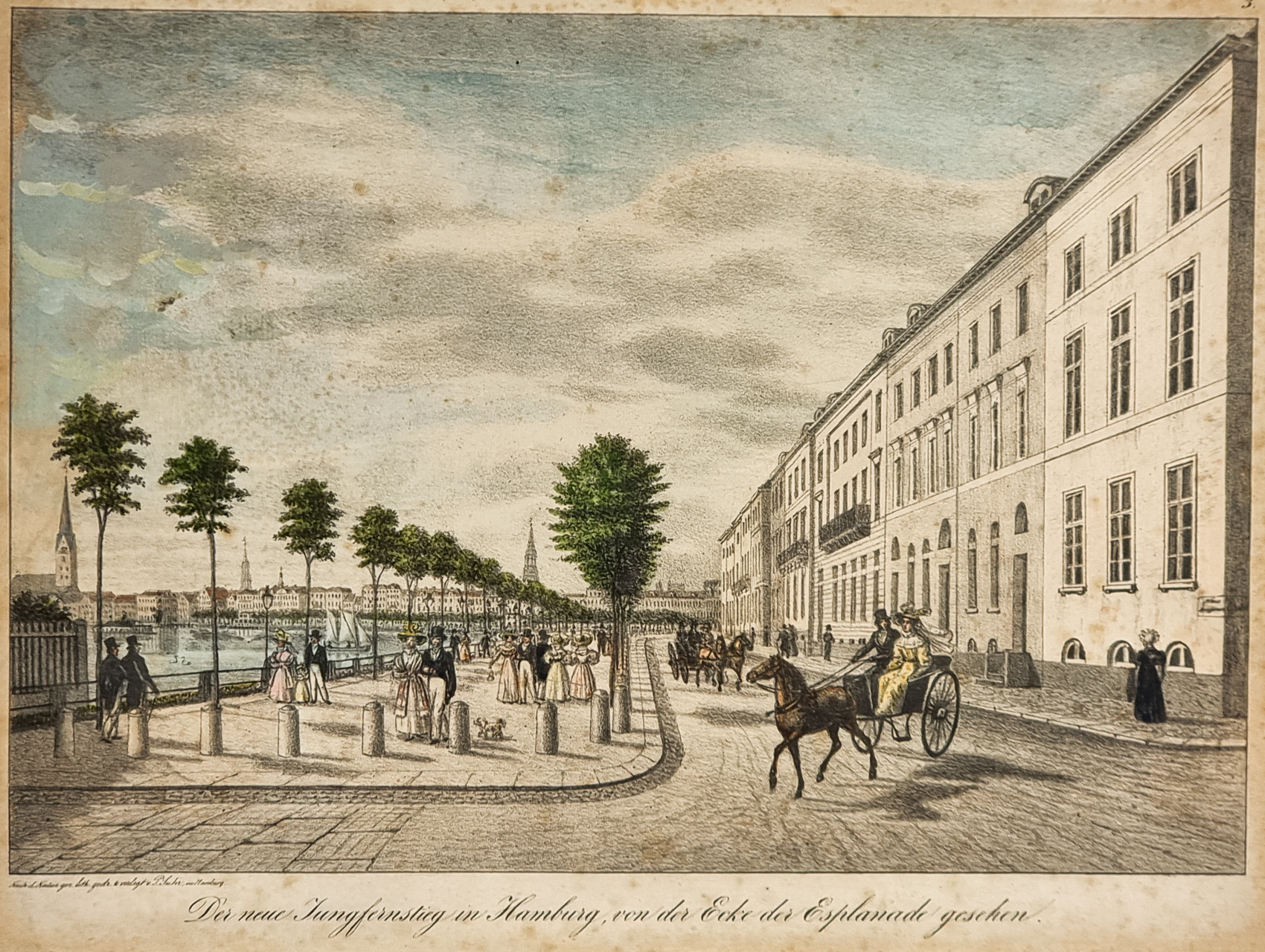
Jungfernstieg um 1850 mit den Prellsteinen

### Berner Gutspark

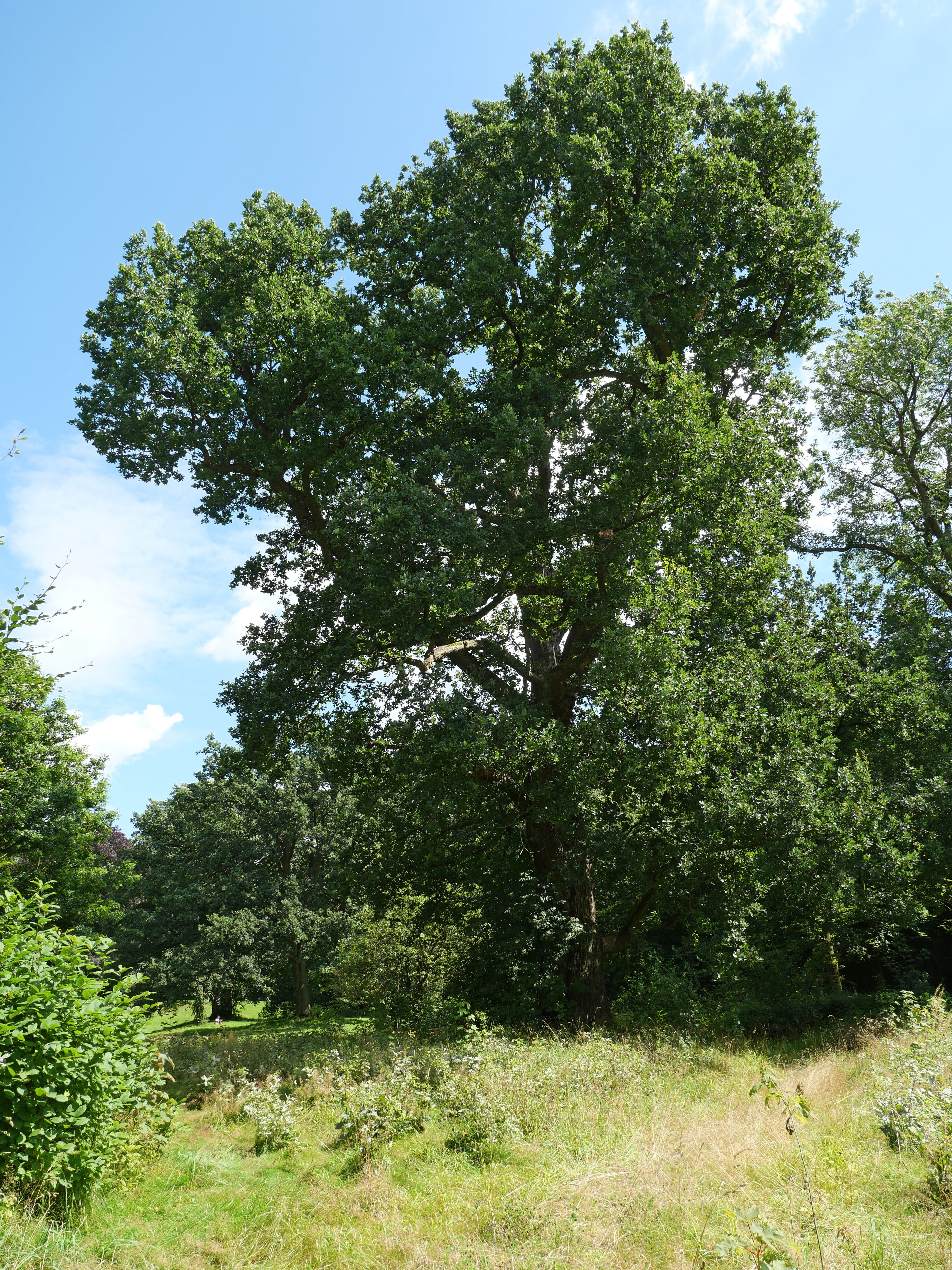
Stieleiche im Berner Gutspark

Der Gutspark ist ein öffentlicher Park und wird vom Deepenhorngraben durchflossen, der auf dem Gelände zu mehreren Teichen aufgestaut wird. Der Park wurde in der Zeit von 1919 und 1930 auf dem Gelände des Guts Berne angelegt. Der Bereich um das Herrenhaus hat den Charakter eines Landschaftsgartens mit offenen Wiesen und einzelnen Bäumen, während die vom Herrenhaus entfernteren Areale stärker von dichten Baumbeständen geprägt sind.
Bedeutende Bäume sind eine etwa 250 Jahre alte Stieleiche, sowie Rotbuchen, Sommer-Linden und weitere Stieleichen.

## Denkmalschutz
Das Gebäude wurde unter der Bezeichnung „Gutshaus“ mit der Nummer 26118 als Kulturdenkmal unter Schutz gestellt. Zum geschützten Ensemble „Gut Berne“ gehören neben dem Herrenhaus auch das ehemalige Wohn- und Verwalterhaus Berner Allee 31, das frühere Pförtnerhaus am Berner Heerweg 369, der Berner Gutsweg und der Berner Gutspark mit einem Waldstück.

## Lage und Verkehr
Das Herrenhaus befindet sich auf der Südseite der Berner Allee im nordöstlichen Bereich des Berner Gutsparkes.
Über die Buslinien 17 und 617 des HVV, Haltepunkt Saselheider Weg, ist das Herrenhaus an den öffentlichen Nahverkehr angeschlossen.